# Summer Sonic
Summer Sonic es un festival de rock anual realizado en Japón simultáneamente en las ciudades de Osaka y en Mihama-ku, Chiba (cerca de Tokio). La mayoría de las bandas tocan en ambos lugares en distintos días.
El programa incluye varios músicos de rock japoneses de las dos grandes compañías discográficas indie, y también artistas internacionales.

## Presentaciones
Algunos artistas que se han presentado son:

### 2004
| - Green Day - Avril Lavigne - Sum 41 - inaba - The Darkness (cancelado) - Pennywise - Puddle Of Mudd - All American Rejects - Mando Diao - Fountains of Wayne - Damned - Jude - Razorlight - Hope of The Saints - blackmail - The Cribs - MC5/d.k.t. | - Lee Scratch Perry - Mad Professor - Lordz of Brooklyn - Peaches - Bloc Party - The Dead 60's - Beat Crusaders - Erskin - Oceanlane - TMG - Brides of Distruction - The Go-Gos - Tommy Heavenly 6 - Orange Range - Silvertide - Dirty Americans | - Beastie Boys - The Mad Capsule Markets - NAS - N.E.R.D - Lostprophets - Jurassic 5 - Borialis - Rhymester - The Music - The Hives - Phantom Planet - The Ordinary Boys - 10-Feet - The Veils - Whyte Seeds - smorgas | - Sketch Show - Junior Senior - Boom Boom Satellites - The Faint - Secret Machines - Kasabian - IMA Robot - Zebrahead - Hoobastank - Midtown - Amen - My Chemical Romance - Living Things - The Bronx - locofrank |

### 2005
| - Oasis - Arcade Fire - Be Your Own Pet - Billy Talent - Deep Purple - The Departure - Duran Duran - Kasabian - Interpol - Mew - M.I.A. - Nine Inch Nails - Slipknot | - Asian Kung-Fu Generation - Bloc Party - The Others - Public Enemy - The Roots - Teenage Fanclub - A Tribe Called Quest - TV on the Radio - Weezer - Yellowcard - Fightstar |

### 2006
| - 10 Years - 65daysofstatic - AFI - The All-American Rejects - Amusement Parks on Fire - Avenged Sevenfold - Blindspott - The Cardigans - The Cat Empire - The Charlatans - Daft Punk - Daniel Powter - Deftones - DJ Shadow - Editors | - Ellegarden - El Presidente - Fall Out Boy - The Feeling - The Flaming Lips - Fort Minor - Hawthorne Heights - Hoobastank - The Kooks - Linkin Park - Lostprophets - Massive Attack - Matisyahu - Metallica - Muse | - My Chemical Romance - Phoenix - The Polyphonic Spree - Polysics - Puffy AmiYumi - The Rapture - Scritti Politti - She Wants Revenge - Stone Sour - Taking Back Sunday - Tool - We Are Scientists - Zebrahead |

### 2007
| - Avenged Sevenfold - 120 Days - The Academy Is... - Arctic Monkeys - Avril Lavigne - B'z - Black Eyed Peas - Bloc Party - Blue King Brown - Bonde do Rolê - Cansei de Ser Sexy - Cobra Starship - Cornelius - Cyndi Lauper - Digitalism - Dinosaur Jr - Does It Offend You, Yeah? - Ellegarden - The Enemy | - Enter Shikari - The Fratellis - The Goo Goo Dolls - Gwen Stefani - Gym Class Heroes - Hadouken! - Hinder - The Horrors - Interpol - José González - Kasabian - Klaxons - LCD Soundsystem - Locksley - The Long Blondes - Madina Lake - Manic Street Preachers - Maxïmo Park - Modest Mouse | - MSTRKRFT - MxPx - The Offspring - OK Go - Pet Shop Boys - The Pipettes - The Polyphonic Spree - Remioromen - Sean Lennon - Sugar Ray - Sum 41 - Tilly and the Wall - Travis - The Twang - Unkle - Vitàlic - The Young Punx |

### 2008
| - 311 - The Academy Is... - Adele - Against Me! - Alicia Keys - Band of Horses - Becca - Bedouin Soundclash - Blood Red Shoes - Boom Boom Satellites - Cajun Dance Party - Coldplay - Cobra Starship - Crystal Castles - Café Tacuba - Death Cab for Cutie - Devo - Fatboy Slim - The Fratellis - Friendly Fires - Hadouken! - The Hoosiers | - Hot Chip - The Jesus and Mary Chain - Joe Lean and the Jing Jang Jong - Junkie XL - Justice - The Kills - The Kooks - Late of the Pier - The Living End - Los Campesinos! - Lostprophets - Maximum the Hormone - MAJESTYS - The Metros - MGMT - Mutemath - New Found Glory - New Young Pony Club - OneRepublic - Panic at the Disco - Paolo Nutini - Paul Weller | - Pendulum - Perfume - The Prodigy - Radwimps - Sex Pistols - Silversun Pickups - Spiritualized - The Subways - Super Furry Animals - Skindred - South Central - These New Puritans - The Ting Tings - Tokyo Police Club - Trivium - The Troubadours - Vampire Weekend - The Verve - The Wombats - Xavier Rudd - Yelle - Zebrahead |

### 2009
| - My Chemical Romance - Linkin Park - Beyoncé - Limp Bizkit - Nine Inch Nails - The Specials - The Flaming Lips - Aphex Twin - CSS - The Enemy - Klaxons - Mogwai - Paramore - Placebo - Sonic Youth | - Soulwax - Teenage Fanclub - Boys Like Girls - Cancer Bats - Datarock - Enter Shikari - Ghostland Observatory - Girl Talk - Hollywood Undead - Kid Sister - Kyte - Lady Gaga - Lenka - Little Boots | - Mando Diao - Matisyahu - Metronomy - Mew - Mercury Rev - Mutemath - N.A.S.A - Red Light Company - Saosin - The Vaselines - VV Brown - Yuksek - The Veronicas \| - Ariana Grande \| |
| - Ariana Grande | | |